# Henrik Christiansen (natation)
Pour les articles homonymes, voir Henrik Christiansen.
Henrik Christiansen, également surnommé The Muffin Man durant les JO 2024, né le 9 octobre 1996 à Skjetten (municipalité de Skedsmo), est un nageur norvégien.

## Biographie
Henrik Christiansen remporte la médaille d'argent du 400 m nage libre lors des championnats d'Europe 2016 à Londres, qu'il confirme deux ans après lors des championnats d'Europe 2018 à Glasgow.
En décembre 2022, il obtient tout d'abord la médaille de bronze du 1 500 m nage libre lors des championnats du monde en petit bassin de Melbourne lors d'une course remportée par Gregorio Paltrinieri. Il remporte ensuite la médaille d'argent du 800 m nage libre, une course gagnée à nouveau par Paltrinieri.
Durant les Jeux olympiques d'été de 2024, Henrik Christiansen se fait connaître sous le nom de « Muffin Man » en raison d'une vidéo où il note les muffins chocolatés du village olympique, puis une série de vidéos dans lesquelles il clame son amour pour ces pâtisseries. Ses vidéos sont ensuite devenues viraleset la popularité des muffins a poussé d'autres athlètes à les noter.

## Palmarès

### Championnats du monde
- Championnats du monde 2019 à Gwangju (Corée du Sud) :
  -  Médaille d'argent du 800 m nage libre

### Championnats du monde en petit bassin
- Championnats du monde en petit bassin 2018 à Hangzhou (Chine) :
  -  Médaille d'argent du 400 m nage libre
  -  Médaille de bronze du 1 500 m nage libre
- Championnats du monde en petit bassin 2022 à Melbourne (Australie) :
  -  Médaille d'argent du 800 m nage libre
  -  Médaille de bronze du 1 500 m nage libre

### Championnats d'Europe
- Championnats d'Europe 2016 à Londres (Royaume-Uni) :
  -  Médaille d'argent du 400 m nage libre
- Championnats d'Europe 2018 à Glasgow (Royaume-Uni) :
  -  Médaille d'argent du 400 m nage libre

### Championnats d'Europe en petit bassin
- Championnats d'Europe en petit bassin 2015 à Netanya (Israël) :
  -  Médaille de bronze du 1 500 m nage libre
- Championnats d'Europe en petit bassin 2017 à Copenhague (Danemark) :
  -  Médaille de bronze du 400 m nage libre
  -  Médaille de bronze du 1 500 m nage libre
- Championnats d'Europe en petit bassin 2019 à Glasgow (Royaume-Uni) :
  -  Médaille d'argent du 1 500 m nage libre